# 馬湾

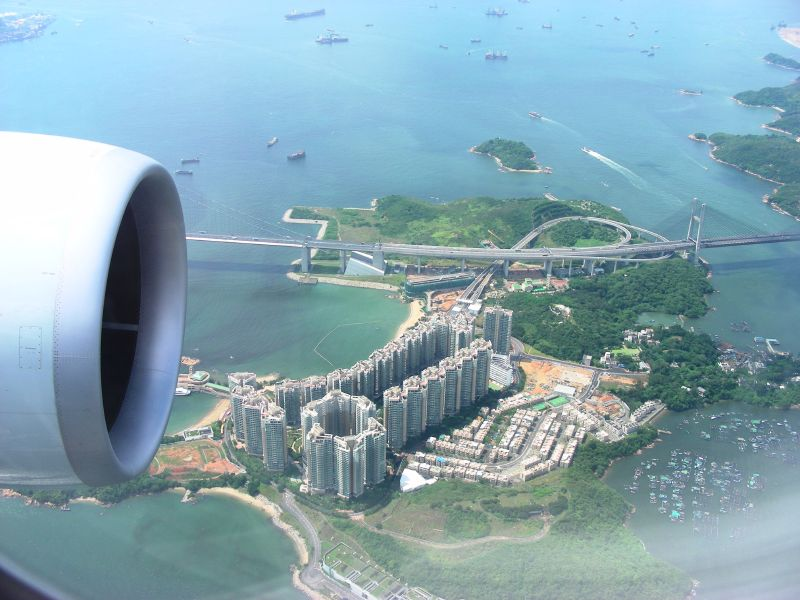
飛行機から馬湾の地形を眺める

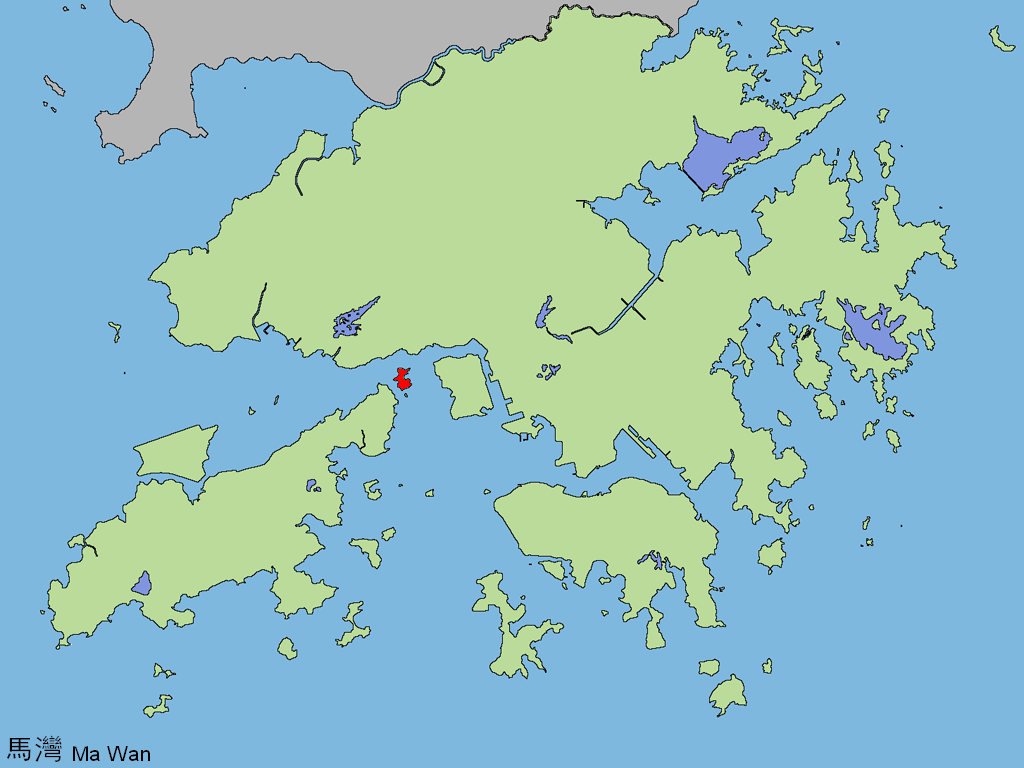
香港に馬湾の位置

馬湾（マワン、英語：Ma Wan）は、香港新界荃湾区にある島である。深井の向こう、ランタオ島及び青衣島の中間に位置する。
馬湾は元々小さくて古い漁村だったが、1997年の青馬大橋の開通と共に大規模な開発が始まった。2002年、島の北西部に大型マンション珀麗湾が完成し、2007年、自然公園の馬湾公園及びテーマパーク『ノアの方舟』がオープンした。
港鉄東涌線及び機場快線は青馬大橋で馬湾を通り過ぎており、島に駅がない。荃湾駅・葵芳駅及び香港国際空港からバスに乗るか、中環埠頭及び荃湾埠頭からのフェリーで行くことが出来る。
なお、自動車の乗り入れには制限があり、高速道路の出口標識にはその旨記載されている。

## 参考リンク
1. ↑  馬灣（珀麗灣）
2. ↑  香港街歩き　～馬灣 編
3. ↑  お気に入りのバス路線　珀麗湾巴士　ＮＲ３３０
4. ↑  https://www.google.co.jp/maps/@22.346943,114.0601345,3a,19.2y,192.05h,110.41t/data=!3m6!1e1!3m4!1sl7sFXmAfsXHbeBWXsR18WQ!2e0!7i13312!8i6656!6m1!1e1?shorturl=1

座標: 北緯22度20分56秒 東経114度3分35秒 / 北緯22.34889度 東経114.05972度